# Estadio Correcaminos
Het Estadio Correcaminos is een multifunctioneel stadion in San Francisco Gotera, een stad in El Salvador. 
Het stadion wordt vooral gebruikt voor voetbalwedstrijden, de voetbalclub C.D. Fuerte San Francisco maakt gebruik van dit stadion. In het stadion is plaats voor 12.000 toeschouwers. Het stadion werd geopend in 2009.